# Verrallina azureosquamatus
Verrallina azureosquamatus är en tvåvingeart som beskrevs av Bonne-wepster 1948. Verrallina azureosquamatus ingår i släktet Verrallina och familjen stickmyggor. Inga underarter finns listade i Catalogue of Life.